# سه‌گنبد (فاروج)
سه گنبد روستایی در دهستان شاه جهان بخش مرکزی شهرستان فاروج استان خراسان شمالی ایران است.

## جمعیت
بر پایه سرشماری عمومی نفوس و مسکن در سال ۱۳۹۵ جمعیت این مکان ۱٬۲۷۴ نفر (۳۹۰خانوار) بوده‌است.